# Шумов, Константин Евгеньевич
Константи́н Евге́ньевич Шумов (фин. Konstantin Shumov; род. 15 февраля 1985, Москва, РСФСР) — финский волейболист русского происхождения.

## Биография
Родители Шумова — русские, а сам он прекрасно владеет русским языком. Отец — Евгений Шумов — тоже играл в волейбол, в команде МГТУ и привлекался во вторую сборную СССР.
Когда сыну было пять, семья перебралась в Финляндию — Евгения Шумова пригласили заканчивать карьеру в «Рантаперкион Иску» (Тампере). Константин учился волейболу там же, но в последние годы осел в итальянских клубах, хотя попробовал силы и в Германии.
С 2007 года привлекается в сборную.

### Клубная карьера
- 2003—2005 —  Keski-Savon Pateri
- 2005—2006 —  Perungan Pojat
- 2006—2007 —  Fenice Isernia
- 2007—2008 —  Prisma Volley Taranto
- 2008—2009 —  Callipo Vibo Valentia
- 2009—2010 —  Esse-ti Carilo Loreto
- 2010—2012 —  Acqua Paradiso Monza Brianza
- 2012—2014 —  Generali Haching
- 2014-  Lube Banca Marche Macerata

### Награды
- Обладатель Суперкубка Италии — 2014